# КК Неа Кифисија
КК Неа Кифисија (грч. Νέας Κηφισιάς KAE) је грчки кошаркашки клуб из Кифисије, предграђа Атине. Пуно име клуба гласи Athletic Union Nea Kifisia што скраћено значи А. Е. Н. К. Тренутно се такмиче у Првој лиги Грчке.

## Историја
Клуб је основан 1996. године. Први пут су заиграли у другој лиги у сезони 2011/12. Освојили су другу лигу 2013. године и тако први пут у историји клуба стигли до прве лиге у којој наступају од сезоне 2013/14.

## Успеси
- Друга лига Грчке
  - Победник (1) :  2013.

## Познатији играчи
- Саша Васиљевић